# Kajsa Haglund
Kajsa Haglund, född 10 november 1981,  är en svensk friidrottare (medeldistans). Hon tävlade först för klubben Heleneholms IF men numera för Hässelby SK.
Vid U23-EM i Bydgoszcz, Polen år 2003 blev Haglund utslagen på 1 500 meter med tiden 4:28,05.
Haglund deltog vid inomhus-VM i Valencia 2008 där hon slogs ut i försöken på 1 500 meter, trots personligt inomhusrekord 4:14,82.

## Personliga rekord
| Utomhus - 800 meter – 2:04,48 (Karlstad 28 juli 2008) - 800 meter – 2:06,65 (Malmö 3 juni 2008) - 1 500 meter – 4:12,99 (London, Storbritannien 25 augusti 2007) - 3 000 meter – 9:55,34 (Göteborg 28 juni 2013) - 5 000 meter – 17:17,51 (Umeå 3 augusti 2014) - 10 km landsväg – 39:16 (Göteborg 31 december 2009) - 2 000 meter hinder – 7:03,30 (Umeå 4 september 1999) | Inomhus - 800 meter – 2:06,27 (Prag, Tjeckien 2 februari 2008) - 1 500 meter – 4:14,82 (Valencia, Spanien 8 mars 2008) - 1 engelsk mil – 4:49,79 (Houston, Texas USA 22 februari 2003) - 3 000 meter – 9:39,17 (Prag, Tjeckien 3 februari 2007) |